# John Junkin
John Francis Junkin (* 29. Januar 1930 in Ealing, London; † 7. März 2006 in Stoke Mandeville, Aylesbury) war ein britischer Radio-, Fernseh- und Filmschauspieler und Drehbuchautor.
Er wurde durch seine Auftritte in diversen Fernseh-Comedy-Shows bekannt. 1960 nahm Junkin an Joan Littlewoods Stratford East Theatre Workshop teil und spielte die Hauptrolle in Sparrers Can't Sing. Wenig später wechselte er in die Royal Court Theatre Company. Dann wechselte er zum Fernsehen, wo er verschiedene Rollen verkörperte, am bekanntesten waren seine komödiantischen Rollen und seine Auftritte als Fernseh-Quizmaster. Er starb an Lungenkrebs.

## Filmografie

### Kinofilme
- 1963: Gentlemenkiller (The Wrong Arm of the Law)
- 1964: Schlafzimmerstreit (The Pumpkin Eater)
- 1964: Yeah! Yeah! Yeah! (A Hard Day’s Night)
- 1966: Letzte Grüße von Onkel Joe (The Wrong Box)
- 1966: Der Gentleman-Zinker (Kaleidoscope)
- 1977: Confessions from a Holiday Camp
- 1988: Eine Handvoll Staub (A Handful of Dust)
- 1990: Chicago Joe und das Showgirl (Chicago Joe and the Showgirl)
- 2004: The Football Factory (The Football Factory)

### Fernsehen
- 1966: The Blackpool Show (mit Tony Hancock)
- 1967: Mit Schirm, Charme und Melone (The Avengers), Folge „Never, Never Say Die“
- 1971, 1972: The Marty Feldman Comedy Machine
- 1972: The Goodies (1 Folge)
- 1972: Jason King (1 Folge)
- 1978: Die Füchse (The Sweeney, 1 Folge)
- 1981: Coronation Street (1 Folge)
- 1983: Die Profis (The Professionals, 1 Folge)
- 1986: Ask No Questions
- 1988: Der Doktor und das liebe Vieh (All Creatures Great and Small, 1 Folge)
- 1992: Inspektor Morse, Mordkommission Oxford (Inspector Morse, 1 Folge)
- 1990: Mr. Bean
- 1998: Picking Up The Pieces
- 2000: The Thing About Vince
- 2001–2002: EastEnders (10 Folgen)
- 2002: Doctors (1 Folge)

## Radio
- Hello, Cheeky! with Tim Brooke-Taylor and Barry Cryer